# 高平铁佛寺
高平铁佛寺，位于山西省晋城市高平市米山镇米西村街巷深处，是一处中华人民共和国全国重点文物保护单位。

## 历史
高平铁佛寺创建年代不详。金大定七年（1167年）铸造铁佛，重建铁佛寺。现存建筑为明代遗构，重修始于嘉靖元年（1522年），嘉靖十年增建水陆十王殿，嘉靖十五年七月十一日彩塑完工，寺院开光。

## 建筑
高平铁佛寺坐北朝南。
正殿面阔三间，进深六椽，单檐悬山顶。正中塑一佛二菩萨，两侧为二十四诸天塑像。
天王殿面阔三间，进深四椽，单檐悬山顶。

## 彩塑
高平铁佛寺正殿沿东西两壁，环绕着24尊高大奇特的二十四诸天塑像，为明代遗存，高达2米多，密集排列，形态各异，面部表情生动夸张，并大量使用铁丝、铁线，来塑造彩塑的须发、飘带、冠饰，呈现出立体而繁复的线条美感，视觉冲击力强，艺术价值极高，被誉为中国美术史上的精品之作，以及明代彩塑巅峰之作

## 保护
1997年4月，高平铁佛寺公布为第一批晋城市文物保护单位，编号1-9。
2004年6月10日，高平铁佛寺公布为第四批山西省文物保护单位，古建筑类，编号4-152。
2019年10月7日，高平铁佛寺公布为第八批全国重点文物保护单位，古建筑类，编号8-0247-3-050。

## 开放
多年来，铁佛寺长期关闭，尘封数十年，不对外开放，由院子的主人王改英老太太负责守护，古建爱好者无缘进入。直至2024年，《黑神话：悟空》带火山西古建，大批游客前往这款游戏的各处取景地，强烈要求开放。这股文旅热倒逼山西终于在2024年8月开放铁佛寺等一批国保单位。铁佛寺开放以后，迅速由无人问津的地方一变成为网红景点，游人如织，日均接待游客近3000人，国庆长假期间又迎来客流高峰。

## 衍生
在游戏《黑神话悟空》中，“四将”2号的原型是高平铁佛寺铁佛殿东侧北起第八尊塑像“菩提树神”，“魔像”的原型是铁佛殿西侧南起第十尊塑像“多闻天王”，“赤尻马猴”腹部面具的原型来自铁佛殿西侧南起第四尊的“散脂大帝”造像，“金刚”的原型是铁佛殿西侧南起第一尊塑像“崇宁真君”与新绛福胜寺明王造型的组合。